# DTM 1994 - Avus
L'ottavo appuntamento del campionato Deutsche Tourenwagen Meisterschaft 1994 si svolse sul circuito stradale dell'AVUS il 4 settembre 1994.
La pole position fu conquistata da  Kurt Thiim con la Mercedes-Benz W202. In questa gara ha fatto il suo debutto nel DTM Stefano Modena al volante dell'Alfa Romeo 155 V6 TI del team Alfa Corse; al suo esordio ha ottenuto il successo in entrambe le prove.

## Gara 1
Al via parte bene Thiim ma alla prima curva è Asch a girare per primo davanti a Thiim, Modena, Ludwig, Van Ommen e Larini. All'uscita della Kurve 4 Nissen urta Winter che va in testacoda, la sua Opel non riesce a rallentare e va a sbattere violentemente contro le barriere. Nell'impatto si sprigionano le fiamme con la vettura ferma a bordo pista. I soccorsi sono immediati, fortunatamente John Winter esce velocemente dai rottami della sua macchina senza danni. La gara viene subito fermata per poter pulire la pista dai rottami. 
Alla seconda partenza Thiim parte decisamente meglio e gira per primo al tornantino seguito da Ludwig, Modena Van Ommen e Asch. I primi giri sono relativamente tranquilli con il solo Asch che riesce a passare Van Ommen e Modena. Dietro è battaglia tra Larini e Van Ommen All'8º giro Modena supera Asch al curvone e si porta in terza posizione mentre Larini riesce a superare Van Ommen portandosi in 5ª posizione. Modena è il più veloce in pista e in pochi giri si porta alle spalle di Ludwig. Al 12º giro all'uscita della chicane riesce a passare il tedesco salendo in seconda piazza e iniziando a rimontare su Thiim che aveva un discreto vantaggio. Nelle posizioni di rincalzo Nannini cerca di passare Van Ommen all'esterno ma il tedesco allarga la traiettoria urtando Nannini che è in seguito costretto ai box a causa del cofano anteriore che si è staccato e si muove pericolosamente. 
Al 20º giro Modena riesce a passare Thiim al tornantino portandosi al comando della gara. Al 23º giro Schneider è costretto al ritiro a causa della rottura del motore. Larini favorito da poca zavorra (solo 6 kg) riesce a passare Ludwig e Asch e sale al terzo posto. Un altro incidente coinvolge Goepel con la BMW M3 che va a urtare le barriere senza conseguenze. Stefano Modena vince davanti a Thiim, Larini, Ludwig, Asch, Van Ommen, Lohr, Rosberg, Francia, Danner.

## Gara 2
Al via Modena si porta al comando seguito da Larini e Asch ma in accelerazione Asch supera Larini portandosi al secondo posto. Al giro successivo sul rettilineo Thiim supera Larini mentre Rosberg si ritira con la macchina in fiamme e si ferma in un punto pericoloso. I commissari spengono subito le fiamme ma la macchina è in una posizione pericolosa e la direzione gara decide di far intervenire la safety car. 
Rientrata la safety car, Asch e Thiim superano sul rettilineo Stefano Modena, con Thiim che porta all'esterno Modena con una manovra molto al limite. Al 18º giro Modena supera Thiim al tornantino e si porta in seconda posizione, mentre Larini cerca il sorpasso su Ellen Lohr ma arriva troppo lungo. Modena è velocissimo e attacca anche Asch al curvone ma il tedesco resiste, nelle retrovie Danner arriva lungo e manda in testacoda il leader del campionato Ludwig. Modena attacca nuovamente Asch alla staccata del tornantino e riesce a passare. La gara non vede nessun cambiamento nelle posizioni di testa. Modena vince senza problemi davanti ad Asch, Thiim, Van Ommen, Nannini, Larini, Francia, Ludwig, Nissen, Alzen.